# Mats Lilienberg
Mats Lilienberg (ur. 22 grudnia 1969 w Vollsjö) – szwedzki piłkarz występujący na pozycji napastnika.

## Kariera klubowa
Lilienberg seniorską karierę rozpoczynał w 1989 roku w amatorskim zespole Sjöbo IF. W 1990 roku trafił do pierwszoligowego Trelleborgs FF. W 1993 roku z 18 bramkami wraz z Henrikiem Bertilssonem został królem strzelców ekstraklasy.
Na początku 1994 roku Lilienberg przeszedł do niemieckiego drugoligowca, TSV 1860 Monachium. W tym samym roku awansował z nim do Bundesligi. Zadebiutował w niej 23 sierpnia 1994 roku w przegranym 0:2 pojedynku z VfB Stuttgart. Barwy TSV reprezentował przez rok.
W 1995 roku Lilienberg wrócił do Szwecji, gdzie został graczem klubu IFK Göteborg. W tym samym roku, a także rok później zdobył z nim mistrzostwo Szwecji. W 1997 roku odszedł do Halmstads BK. Również w 1997 roku z 14 golami na koncie wraz z Danem Sahlinem i Christerem Mattiassonem ponownie został królem strzelców Allsvenskan. Po raz trzeci w karierze zdobył też mistrzostwo Szwecji.
W 1999 roku Lilienberg przeszedł do Malmö FF. W 2002 roku przeniósł się zaś do Trelleborga, w którym grał już na początku swojej kariery. Występował tam do 2004 roku. Potem był jeszcze graczem amatorskiego Höörs IS.

## Kariera reprezentacyjna
W reprezentacji Szwecji Lilienberg zadebiutował 10 listopada 1993 roku w zremisowanym 1:1 meczu eliminacji Mistrzostw Świata 1994 z Austrią. 20 lutego 1994 roku w wygranym 3:1 towarzyskim pojedynku ze Stanami Zjednoczonymi strzelił swojego jedynego gola w kadrze. W latach 1993–1998 drużynie narodowej Lilienberg rozegrał łącznie 5 spotkań i zdobył 1 bramkę.